# Matija de Altamuta
Matija de Altamuta OCist bio je prelat Katoličke Crkve koji je služio kao biskup trebinjsko-mrkanski.

## Životopis
Podrijetlom je iz Požuna. Pripadao je cistercitskom redu te je bio član lublinskog samostana.
Za trebinjsko-mrkanskog biskupa imenovan je 31. srpnja 1355. godine.

### Knjige
- Perić, Ratko. 2020. Kronotaksa trebinjsko-mrkanskih biskupa s nekim prijepornim pitanjima.   Krešić, Milenko (ur.). Trebinjsko-mrkanska biskupija za vrijeme posljednjeg biskupa ordinarija Nikole Ferića (1792.-1819.) i nakon njega. Teološko-katehetski institut u Mostaru. Mostar. str. 9–33
- Puljić, Ivica. 2023. Pregled povijesti područjâ Trebinjsko-mrkanske biskupije do pada pod osmansku vlast.   Puljić, Ivica; Marić, Marinko (ur.). Trebinjsko-mrkanska biskupija: Zbornik radova povodom obilježavanja 1000. obljetnice prvoga pisanog spomena Trebinjske biskupije i 700. obljetnice prvoga pisanog spomena Mrkanske biskupije. Trebinjsko-mrkanska biskupija. Mostar. str. 39–171

### Mrežna sjedišta
- Bishop Matthias Hohenmaut, O. Cist. †. catholic-hierarchy.org (engleski). Pristupljeno 24. prosinca 2022.

| Titule u Katoličkoj Crkvi  | Titule u Katoličkoj Crkvi          | Titule u Katoličkoj Crkvi  |
| -------------------------- | ---------------------------------- | -------------------------- |
| prethodnik Ivan de Rupella | Biskup trebinjsko-mrkanski 1355.–? | nasljednik Nikola de Paden |